# Tomáš Martinec
Tomáš Martinec (* 5. března 1976 Pardubice) je bývalý česko-německý hokejový pravý křídelní útočník. V současné době trenér mládeže hokejového týmu Jungadler Mannheim. Jeho otec je Vladimír Martinec.

## Ligová kariéra
Kariéru zahájil v německém juniorském týmu ESV Kaufbeuren, kde působil od roku 1992 do roku 1996. V německé lize ledního hokeje za Kaufbeurer Adler hrál od roku 1994 do roku 1996, poté nastoupil ve 4. německé hokejové lize za hokejový tým Timmendorfer Strand, kde hrál od roku 1996 do roku 1997. V témže roce přešel do české extraligy, kde hrál za tým HC Slezan Opava a také do 1. české hokejové ligy, kde hrál za HC Přerov. V těchto týmech působil do roku 1998. V následujících letech pokračoval ve 2. a 3. německé hokejové lize hrál, kde hrál od roku 1998 do roku 2000. V letech 2000 až 2002 působil v hokejovém týmu Iserlohn Roosters a od roku 2002 do roku 2010 v hokejovém týmu Adler Mannheim s přerušením v letech 2004 až 2006, kdy hrál v týmu Nürnberg Ice Tigers. Profesionální kariéru ukončil po sezóně 2010/11 v klubu Heilbronn Falcons.
- Extraliga ledního hokeje – 1 sezóna, 16 utkání, 1 gól
- Deutsche Eishockey Liga – 12 sezón, 621 utkání, 140 gólů
- Mistr Německa 2007
- Účastník utkání hvězd Deutsche Eishockey Ligy v letech 2001 a 2002

## Reprezentační kariéra
Za Německou hokejovou reprezentaci se účastnil
- Mistrovství světa v ledním hokeji 2002
- Mistrovství světa v ledním hokeji 2003
- Mistrovství světa v ledním hokeji 2004
- Mistrovství světa v ledním hokeji 2005
- Zimní olympijské hry 2006
- Světový pohár v ledním hokeji 2004